# 2009 au Portugal
Cet article présente les faits marquants de l'année 2009 au Portugal.

## Évènements

### Janvier
- Vendredi 2 janvier 2009 : décès de la doyenne de l'humanité, Maria de Jesus, à l'âge de 115 ans et 114 jours près de Tomar. Née le 10 septembre 1893, elle était devenue la doyenne de l'humanité le 26 novembre après le décès de l'Américaine Edna Parker, elle aussi à 115 ans. Maria a eu six enfants, 11 petits-enfants et 16 arrière-petits-enfants. Le titre de doyenne de l'humanité revient désormais à une Américaine de 114 ans, Gertrude Baines, qui vit dans une maison de retraite médicalisée de Los Angeles.

- Jeudi 8 janvier 2009 : la plus importante centrale photovoltaïque (solaire) du monde vient de démarrer à Moura à 150 km au sud de Lisbonne, la capitale du Portugal. Appartenant au groupe espagnol Acciona Energy, elle a une capacité de 46 MW et peut alimenter 30 000 foyers. Elle a coûté 261 millions d'euros, avec 13 mois de construction, et atteindra une capacité de 64 MW en 2010 (93 GW-heure par an). Ses 262 modules supportent 268 000 panneaux solaires, installés sur des supports mobiles qui suivent le mouvement du soleil. Le tout occupant une superficie de 250 hectares. Cette centrale va permettre au Portugal de réduire ses émissions de CO2 de 152 000 tonnes par an.

- Mardi 13 janvier 2009 : la première banque suisse UBS annonce la fermeture de ses activités de banque privée au Portugal en raison de la dégradation de la conjoncture économique et des raisons de « contrôle des coûts ». Neuf postes de travail sont concernés par cette fermeture. La création de la filiale au Portugal début 2008 avait été réalisée dans une période d'expansion.

- Mardi 20 janvier 2009 : le groupe d'électronique néerlandais Philips va fermer son usine au Portugal d'ici la fin de l'année et licencier quelque 70 salariés.

- Mercredi 21 janvier 2009 : l'agence de notation internationale Standard & Poor's (S&P), abaisse la notation à long terme du Portugal à « A+ » contre une note de « AA- », supérieure, précédemment.

- Vendredi 23 janvier 2009 : le groupe espagnol d'électricité Iberdrola présente son projet de complexe hydroélectrique de Tamega (nord) qui prévoit la construction de quatre barrages hydroélectriques pour un investissement de 1,7 milliard d'euros. Iberdrola détient 9,5 % de Energias de Portugal.

### Février
- Lundi 9 février 2009 : le déficit commercial  s'est établi à 21,2 milliards d'euros sur les onze premiers mois de 2008, en hausse de plus de 21 % en glissement annuel, selon l'Institut national des Statistiques.

- Mardi 17 février 2009 :
  - Le premier ministre, José Sócrates, seul candidat, est réélu pour la troisième fois à la tête du Parti socialiste par un vote direct de plus de 96,43 % des militants. Candidat d'une « gauche démocratique et modérée », il s'est notamment engagé à poursuivre une politique d'investissements publics « pour stimuler l'économie et protéger l'emploi ». Il a également promis « une meilleure distribution de l'effort fiscal » pour soulager les classes moyennes et a inscrit le mariage homosexuel à son programme, thème polémique dans un pays qui reste très largement catholique.
  - Quelque 2,9 tonnes de haschisch marocain réparties en 81 ballots, ont été saisies au large de Tavira, à 300 km au sud-est de Lisbonne, à bord d'un yacht de luxe espagnol de 12,50 m, ancré devant l'îlot Cabanas, dont les trois occupants (un Portugais, un Espagnol et un Marocain) ont été arrêtés.

### Mars
- Mardi 3 mars 2009 : selon le ministre de l'Économie, Manuel Pinho, le  Portugal n'a pas besoin d'aides européennes grâce à une situation financière qu'il estime solide malgré la crise économique, alors que l'agence de notation internationale Standard & Poor's a récemment abaissé la note financière de la dette à long terme du Portugal à A+ -- tout comme celle de l'Irlande ou de la Grèce. Cette dégradation a pour conséquence d'augmenter les taux d'intérêt que doivent verser les États affectés lorsqu'ils empruntent sur les marchés obligataires. Pourtant selon le ministre la situation du Portugal n'est pas comparable avec l'Irlande ou la Grèce, car le  pays a beaucoup réduit son déficit ces dernières années, il ne souffre pas de la crise de l'immobilier et ses banques résistent plutôt bien en comparaison.

- Mardi 17 mars 2009 : lors des 3 derniers jours, la police a démantelé un raiseau de trafiquants de drogue : 6 personnes « de nationalités belge, britannique et marocaine » ont été interpellées, 8 tonnes de haschich ont été saisies, 5 vedettes rapides et un véhicule tout-terrain. La drogue était conditionnée en plaques et colis d'une trentaine de kilos et embarquée à bord des vedettes rapides jusqu'au Portugal.

### Avril
- Jeudi 30 avril 2009 : la police annonce la découverte, dans le port de Leixões (nord), de plus de 20 kg de cocaïne dissimulés dans la paroi d'un conteneur frigorifique rempli de 6 tonnes de noix de coco vertes en provenance du Brésil. Cette opération a mis au jour d'existence d'un « réseau de trafic  international qui s'apprêtait à introduire des quantités considérables  de cocaïne en Europe, et principalement en Italie ».

### Mai
- Jeudi 21 mai 2009 : près de cinq mille policiers ont défilé dans les rues de Lisbonne à l'appel de l'ensemble des syndicats des forces de police pour protester contre leur nouveau statut et réclamer une hausse des salaires et une grille des rémunérations « juste et adaptée », l'amélioration de leurs conditions de travail, des départs en préretraite à 55 ans et une prime de risque pour tous les professionnels de la police.

### Juin
- Vendredi 5 juin 2009 : la Direction général des douanes et des impôts spéciaux sur la consommation annonce la saisie de plus de 759 kilos de cocaïne à bord d'un navire en provenance du Brésil, ce qui en fait « la plus importante saisie, en une seule fois, dans le port de Lisbonne ». La drogue était « dissimulée dans des pierres décoratives » situées dans un conteneur en provenance du Brésil et était destinée à une société dont le siège est à Lisbonne dont le gérant a été arrêté dans le secteur de Sintra. Il est soupçonné d'appartenir à un réseau criminel international qui utilisait régulièrement ce mode opératoire afin de faire entrer « d'importantes quantités de cocaïne » en Europe, à travers le Portugal[1].

- Lundi 22 juin 2009 : la marine portugaise a saisi 2,5 tonnes de haschisch à bord d'un voilier allemand naviguant dans le sud du Portugal, à dix milles au large des côtes de l'Algarve.

### Juillet
- Jeudi 2 juillet 2009 : le ministre de l’Économie Manuel Pinho a présenté sa démission après avoir « dérapé » au cours d'un débat au parlement, ce qui a été jugé « inadmissible » par le premier ministre, José Sócrates. Il est remplacé par le ministre des Finances Fernando Teixeira dos Santos qui cumulera les deux postes jusqu'aux élections législatives, en septembre prochain[2].